# Блюмерс, Арнольдус

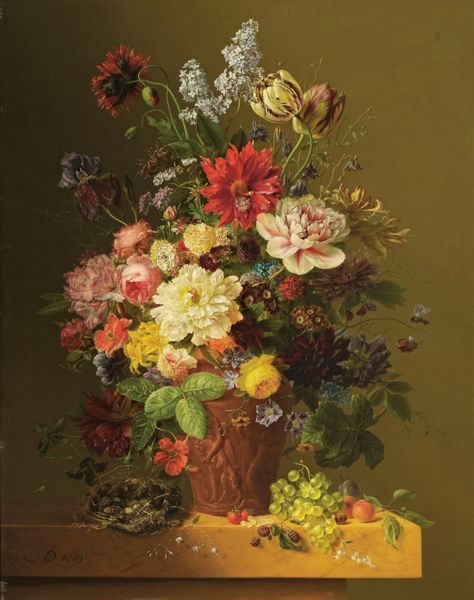
Цветочный натюрморт, 1839

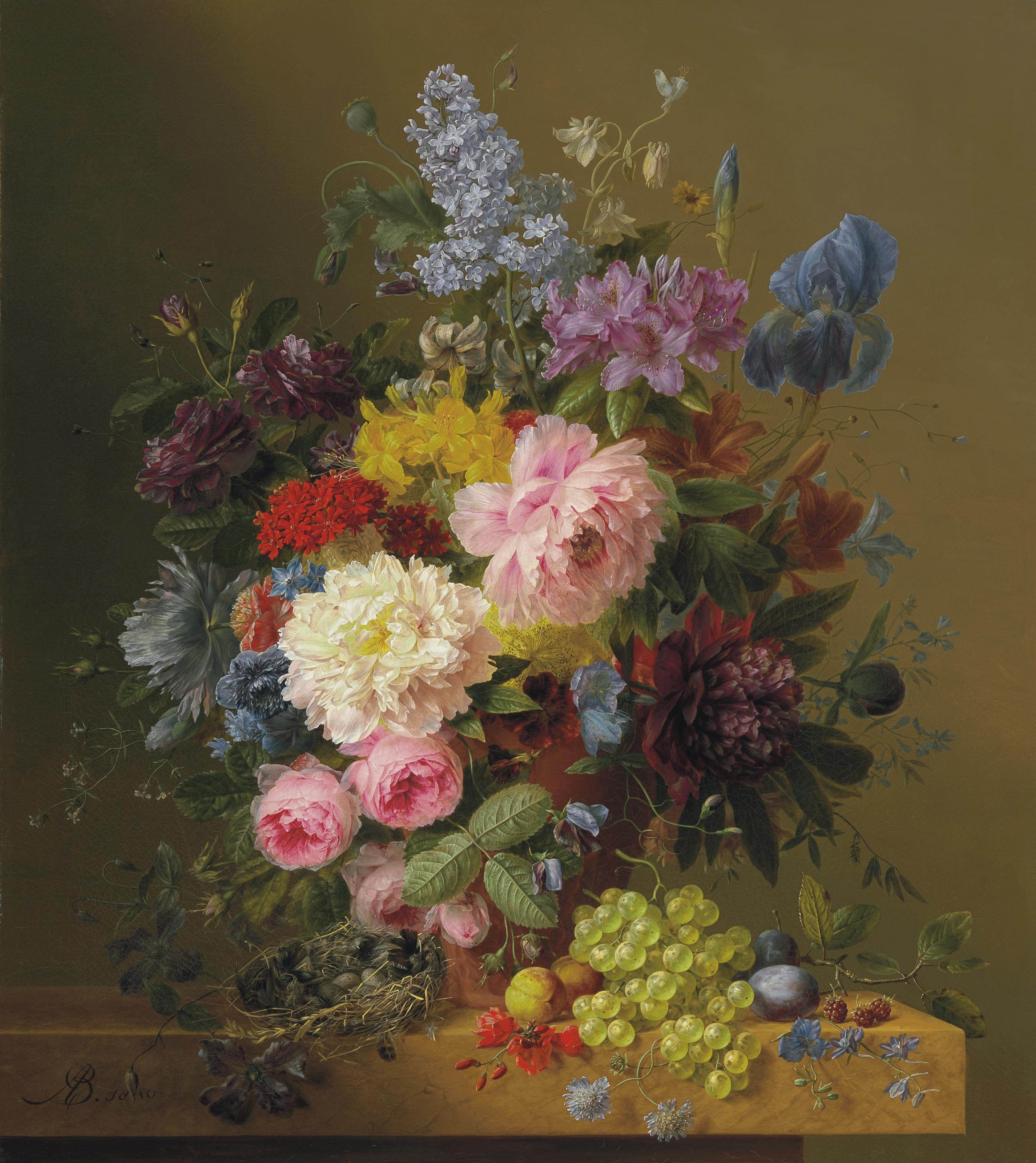
Сирень и пионы

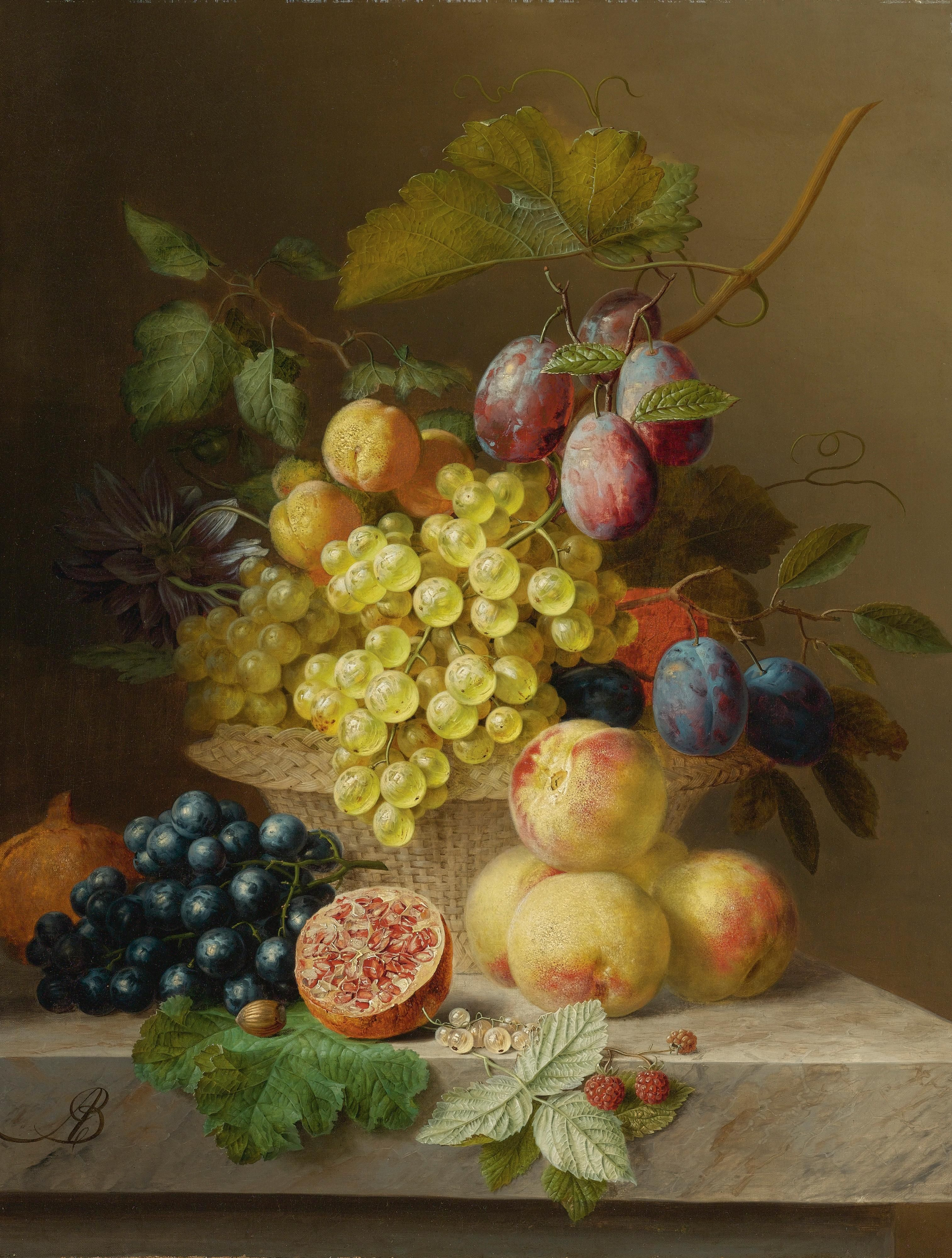
Натюрморт с фруктами

Арнольдус Блюмерс (нидерл. Arnoldus Bloemers; 1792, Амстердам —1844, там же) — голландский художник.
Мастер натюрморта. Находился под влиянием творчества Яна ван Хёйсума и Яна ван Оса.
Писал, в основном, цветы, фрукты, мертвую дичь и пейзажи. При этом цветы, которые художник рисовал, выращивал сам. Благодаря изысканому использованию кисти и высокой точности, работы мастера высоко ценятся. Й. Иммерзель в своём «Словаре художников» (1855) отмечал, что 

его работы ценятся не только свободной и приятной подачей и свежестью красок, но и заботой, отданной на их исполнение
.
В Роттердамской художественной галерее хранится несколько его картин.